# Шлунко-виводкова жаба південна
Шлунко-виводкова жаба південна (Rheobatrachus silus) — вид земноводних з роду Шлунко-виводкова жаба родини Австралійські жаби.

## Опис
Завдовжки досягала 3,3—5,4 см. Самиця більша за самця. За своєю будовою й зовнішнім виглядом схожа на іншого представника роду. З 1984 року вважається вимерлою. Нині в університеті Нового Південного Уельсу здійснюється проект Lasarus Project щодо відродження цього виду, втім поки ще невдало.
Шкіру вкрито дрібними зернятками та слизом, через що вона здається доволі вологою. Пальці довгі, тонкі із загостреними кігтями, повністю перетинчасті. Забарвлення сіре, сіро-коричневе. Черево білувате або кремове, іноді із жовтими плямами.
Мешкала на висоті від 350 до 800 м над рівнем моря. За способом життя схожа на іншого представника свого роду.
Самиця виношувала у шлунку до 25 яєць, а згодом й пуголовок.

## Розповсюдження
Була поширена у північно—західному Квінсленді (Австралія).